# Erissoides
Genre
Erissoides est un genre d'araignées aranéomorphes de la famille des Thomisidae.

## Distribution
Les espèces de ce genre sont endémiques du Brésil.

## Liste des espèces
Selon World Spider Catalog (version 21.0, 09/07/2020) :
- Erissoides striatus Mello-Leitão, 1929
- Erissoides vittatus Mello-Leitão, 1949

## Publication originale
- Mello-Leitão, 1929 : Aphantochilidas e Thomisidas do Brasil. Archivos do Museu Nacional, Rio de Janeiro, vol. 31, p. 9-359.